# Arcidiocesi di Garella
L'arcidiocesi di Garella (in latino Archidioecesis Garellensis) è una sede soppressa del patriarcato di Costantinopoli e sede titolare della Chiesa cattolica.

## Storia
Garella, identificabile con il villaggio di Karayli-Gune, nei pressi di Uzunköprü in Turchia, è un'antica sede episcopale della diocesi civile di Tracia e del patriarcato di Costantinopoli.
La sede non ha origini antiche, poiché è documentata per la prima volta solo nell'VIII secolo. All'inizio era una semplice diocesi suffraganea dell'arcidiocesi di Adrianopoli. Il primo vescovo noto è Sisinnio, che firma assieme agli altri vescovi della provincia romana dell'Emimonto gli atti del secondo concilio di Nicea nel 787. La sede risulta però già essere elevata al rango di arcidiocesi autocefala nel concilio di Costantinopoli dell'869-870, al quale prese parte l'arcivescovo Ipazio.
Nella Notitia Episcopatuum datata agli inizi del X secolo e attribuita all'imperatore Leone VI, Garella è documentata al 23º posto tra le arcidiocesi autocefale del patriarcato di Costantinopoli, tra quelle di Mesene e di Brisi. Manterrà questo rango in tutte le Notitiae successive, fino a metà del XIV secolo, quando, dopo la morte dell'imperatore Andronico III Paleologo e la guerra civile che ne seguì, la sede fu elevata al rango di sede metropolitana.
È nota una quindicina di arcivescovi di Garella, molti dei quali anonimi. L'ultimo vescovo storicamente documentato è Gioannizio, che è anche l'unico prelato che si fregiò del titolo di metropolita. La sede scomparve con l'occupazione ottomana della Tracia, e non fu più restaurata.
Dal 1929 Garella è annoverata tra sedi arcivescovili titolari della Chiesa cattolica; la sede è vacante dal 25 marzo 1972.

## Cronotassi

### Arcivescovi greci
- Sisinnio † (menzionato nel 787)
- Ipazio † (menzionato nell'870)
- Basilio † (prima dell'879 - dopo l'870)
- Leone † (X/XI secolo)[5]
- Teodoro † (metà dell'XI secolo)[5]
- Anonimo † (menzionato nel 1066)
- Niceta † (seconda metà dell'XI secolo)[5]
- Anonimo † (menzionato nel 1089)
- Anonimo † (menzionato nel 1143)
- Anonimo † (menzionato nel 1186)
- Costantino † (menzionato nel 1256)
- Anonimo † (menzionato nel 1275)
- Paolo † (prima del 1315 - dopo il 1316)
- Anonimo † (menzionato nel 1324)
  - Ieroteo di Lupadio † (prima del 1329 - dopo il 1331) (amministratore)
- Gioannizio † (prima di agosto 1347 - dopo il 1356)

### Arcivescovi titolari
- Anton Bonaventura Jeglič † (17 maggio 1930 - 10 luglio 1937 deceduto)
- Eduardo Tonna † (2 dicembre 1937 - 15 aprile 1939 nominato arcivescovo titolare di Mileto)
- Gabriel-Joseph-Elie Breynat, O.M.I. † (11 dicembre 1939 - 10 marzo 1954 deceduto)
- Francisco Javier Nuño y Guerrero † (18 dicembre 1954 - 25 marzo 1972 nominato arcivescovo, titolo personale, di San Juan de los Lagos)